# WASP-35
WASP-35とは、地球から約660光年離れた位置に存在するG型主系列星である。この恒星の年齢は正確には特定されていないが、おそらく太陽よりも古い恒星であると考えられている。WASP-35の重元素の割合は太陽と類似している。
WASP-35には、検出可能な恒星黒点活動はない。2015年の撮像観測では、検出可能な恒星の伴星は発見されなかったが、2016年の分光観測では、温度が 3800 ± 1100 K の赤色矮星の伴星と思われる天体が発見された。
| 太陽 | WASP-35   |
| ---- | --------- |
| 太陽 | Exoplanet |

## 惑星系
2011年に、トランジット法によってホット・ジュピターであるWASP-35bが検出された。この惑星の平衡温度は 1450 ± 20 K である。
| 名称 （恒星に近い順） | 質量           | 軌道長半径 （天文単位） | 公転周期 (日)       | 軌道離心率 | 軌道傾斜角  | 半径           |
| --------------------- | -------------- | ----------------------- | ------------------- | ---------- | ----------- | -------------- |
| b                     | 0.765±0.029 MJ | 0.04360±0.00020         | 3.1615691±0.0000003 | 0          | 87.95±0.33° | 1.349±0.022 RJ |